# U字工事のLet'sかるたビーノ
U字工事のLet'sかるたビーノ 那須を歩いてカルタを作ろう!（ゆーじこうじのレッツかるたビーノ なすをあるいてカルタをつくろう）は、とちぎテレビで制作・放送されていた旅番組である。第1期は2015年7月 - 9月の3ヶ月間限定、第2期は2016年8月 - 9月の2ヶ月間限定である。

## 概要
U字工事の冠番組であり、とちぎテレビでは2014年に放送された『U字工事のShake-Hands!』、『U字工事の産地直送!ふれあいマーケット』に次ぐ第3弾である。
U字工事が那須町を訪れ、那須町のご当地かるたを作るというものである。なお、当番組でのU字工事の服装は、別荘地でもある那須町に因み、リゾート風の格好をしている（普段の漫才などで着用するスーツ、ネクタイ姿ではない）。
『U字工事のShake-Hands!』では大田原市が舞台であり、制作協力として大田原市が参加、番組制作予算を計上していた。今作でも那須町が制作協力しており、番組制作予算を計上している。これらは、ダイアモンド☆ユカイ主演番組における佐野市（『ダイアモンド☆ユカイとユカイなラーメン研究所』、『ダイアモンド☆ユカイのダイスき!道の駅』）、『臨時職員平山あやの日光ソムリエ課（仮）』における日光市も同様である。
当番組は那須町を紹介する番組として、2015年・2016年夏に放送された。2017年夏にも那須町を紹介するバラエティ番組が制作されたが、皮肉にもU字工事のライバルとも言える、茨城県出身のカミナリが代わって出演する『カミナリのチャリ旅!』として放送された。

## ルール
那須町のあらゆる名所を訪ね、かるたを作ることになっているが、その際に以下の「旅のルール」が存在する。
1. 栃木県那須町をぶらーり旅をする。
2. 地元の人とふれあいながら旅をする。
3. かるたのお題（最初の文字）はボックスから選ぶ。
4. かるたは那須町のご当地かるたに相応しいものだけとする。

## 出演者
- U字工事
- 片山侑紀（元とちぎテレビアナウンサー、当時フリー）

## 放送局と放送時間
2014年7月 - 9月に放送された『U字工事のShake-Hands!』以来、とちぎテレビ木曜23時枠の5いっしょ3ちゃんねる同時ネットは廃止されているが、5局での放送は当番組でも継続されている。
| 放送対象地域 | 放送局                          | 放送期間                                                        | 系列                            | 放送日時                          | 備考                        |
| ------------ | ------------------------------- | --------------------------------------------------------------- | ------------------------------- | --------------------------------- | --------------------------- |
| 栃木県       | とちぎテレビ （GYT） （制作局） | 2015年7月2日 - 9月24日（第1期） 2016年8月4日 - 9月29日（第2期） | 独立協 （5いっしょ3ちゃんねる） | 木曜 23:00 - 23:30 （同時ネット） | 再放送は月曜日20:00 - 20:30 |
| 群馬県       | 群馬テレビ （GTV）              | 2015年7月2日 - 9月24日（第1期） 2016年8月4日 - 9月29日（第2期） | 独立協 （5いっしょ3ちゃんねる） | 木曜 23:00 - 23:30 （同時ネット） |                             |
| 千葉県       | 千葉テレビ （CTC）              | 2015年7月2日 - 9月24日（第1期） 2016年8月4日 - 9月29日（第2期） | 独立協 （5いっしょ3ちゃんねる） | 木曜 24:30 - 25:00                | 90分遅れ                    |
| 埼玉県       | テレビ埼玉 （TVS）              | 2015年7月4日 - 9月26日（第1期） 2016年8月6日 - 10月1日（第2期） | 独立協 （5いっしょ3ちゃんねる） | 土曜 25:30 - 26:00                | 2日遅れ                     |
| 神奈川県     | テレビ神奈川 （tvk）            | 2015年7月7日 - 9月29日（第1期） 2016年8月9日 - 10月4日（第2期） | 独立協 （5いっしょ3ちゃんねる） | 火曜 9:00 - 9:30                  | 5日遅れ                     |

## スタッフ
- プロデューサー：齊藤雅彦
- アシスタントプロデューサー：綱川久士
- ディレクター：掛川剛史
- 編集：秋澤智春
- 構成：ゴージャス染谷
- 技術：とちぎテレビサービス／栃放エンタープライズ